# Kalkofen

Kalkofen auf dem Wappen von Kalkofen in der Pfalz

Ein Kalkofen ist ein Brennofen für die Herstellung von Branntkalk aus Kalkstein durch den Prozess des Kalkbrennens. Die Bedeutung des Kalkbrennens zeigt sich an den zahlreichen Orten mit dem Namen Kalkofen, dem Fortleben des Familiennamens Kalkbrenner und Wappen, die einen Kalkofen enthalten.

## Geschichte
Die gezielte Verarbeitung von Kalkstein zu einem vielseitigen Baustoff gehört zu den ältesten und bis heute bedeutendsten technischen Produktionsverfahren. Die ältesten Zeugnisse der Kalkherstellung für die Verarbeitung in estrichartigen Böden stammen von Kultanlagen wie dem Bergtempel vom Göbekli Tepe in Anatolien und sind über 11.000 Jahre alt. Bereits im Altertum war die Kunst des Kalkbrennens im mediterranen Raum weit verbreitet. Als Brennstoff wurde ursprünglich Holz, Torf oder Kohle eingesetzt. Die ersten Einrichtungen dazu waren sogenannte Meiler, während später einfache Feldöfen ohne Ummauerung eingesetzt wurden. Einfache Erdgruben, in denen noch im 20. Jahrhundert Kalk gebrannt wurde, sind in großer Zahl im waldreichen Bükk-Gebirge in Nordostungarn zu finden.

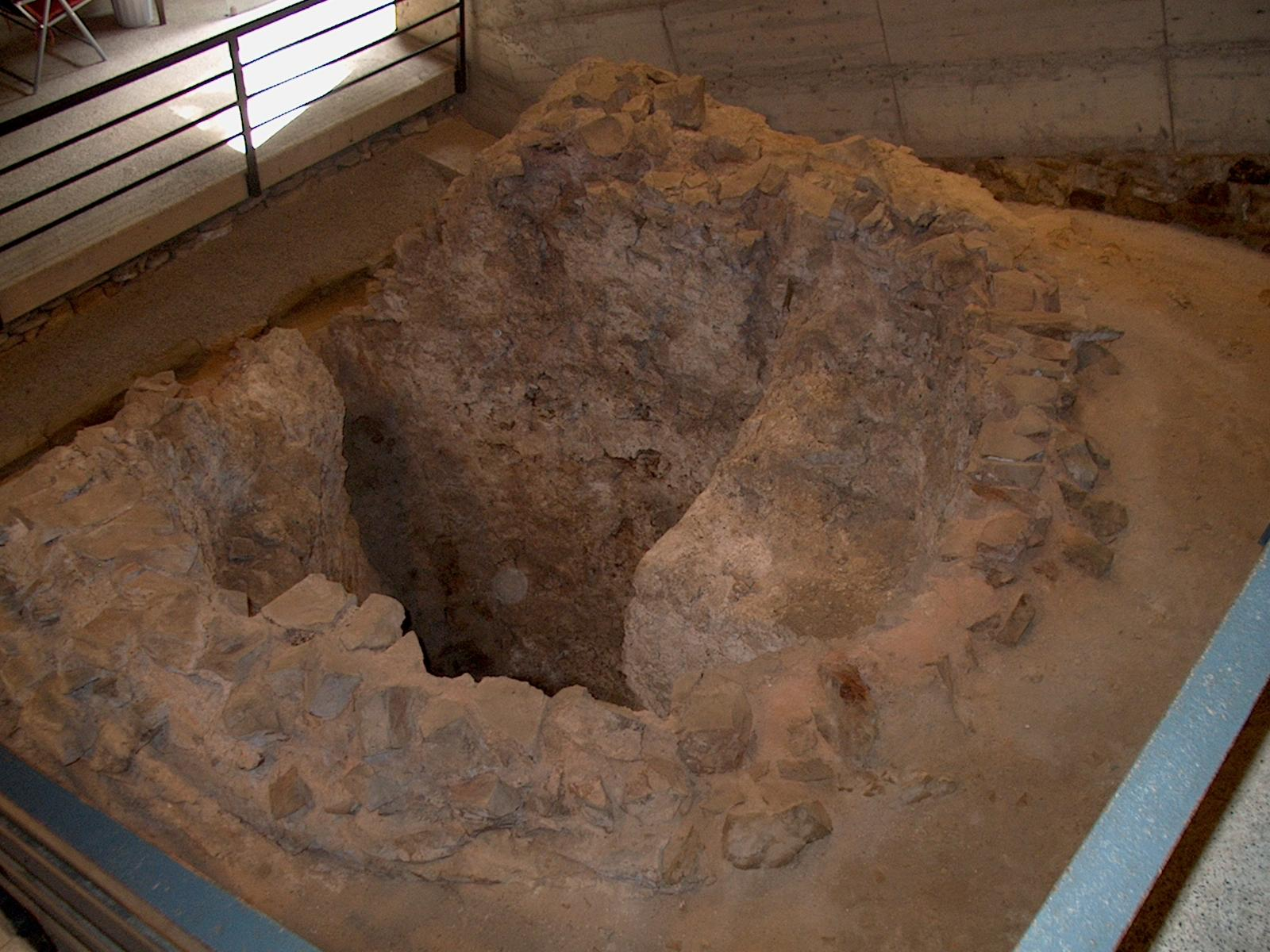
Römische Kalkbrennerei Iversheim aus dem 3. Jahrhundert mit erkennbarer, seit römischer Zeit nicht ausgeräumter Kalkfüllung
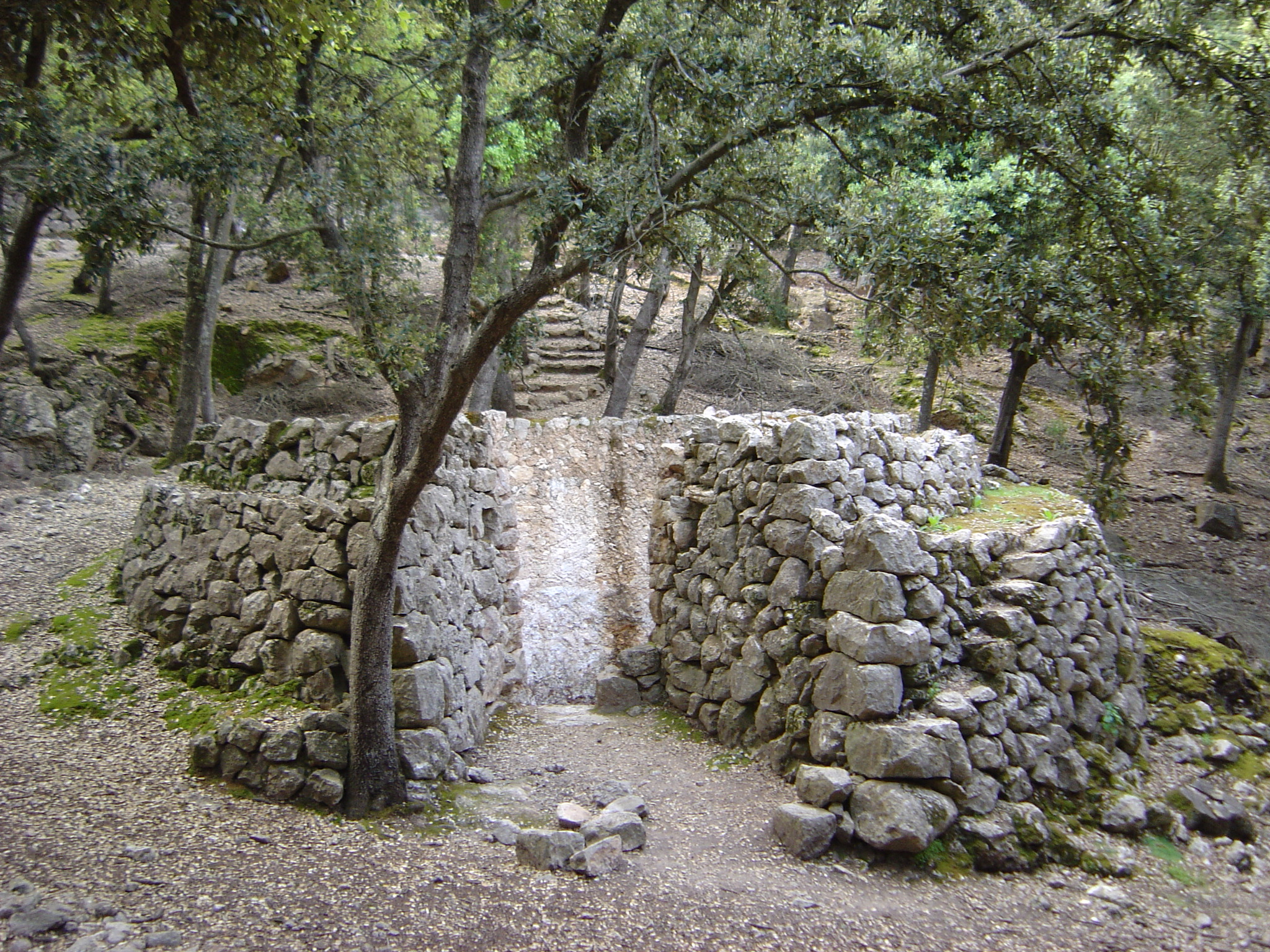
Kalkofen in Spanien
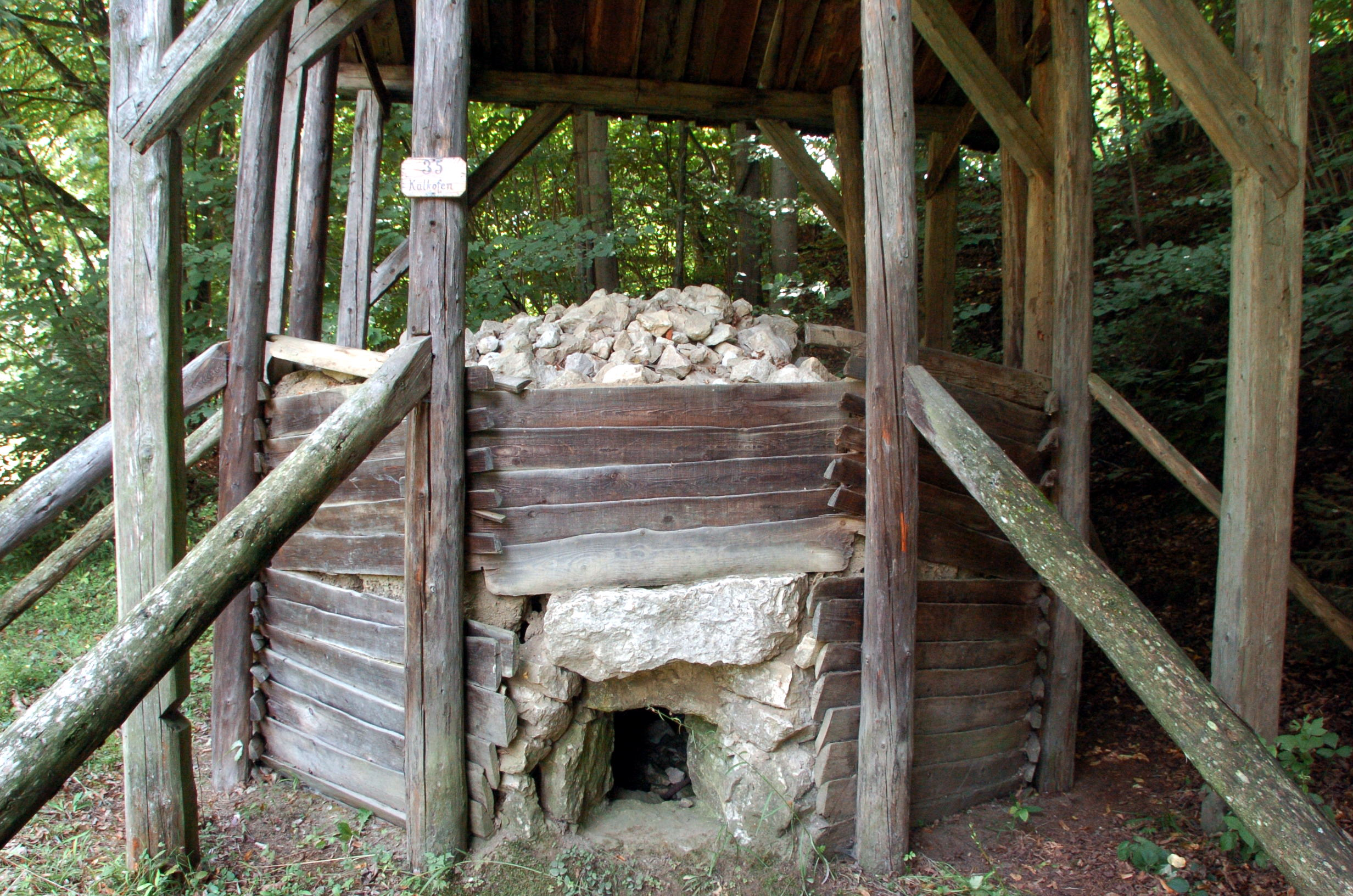
Historischer Kalkofen im Freilichtmuseum Maria Saal
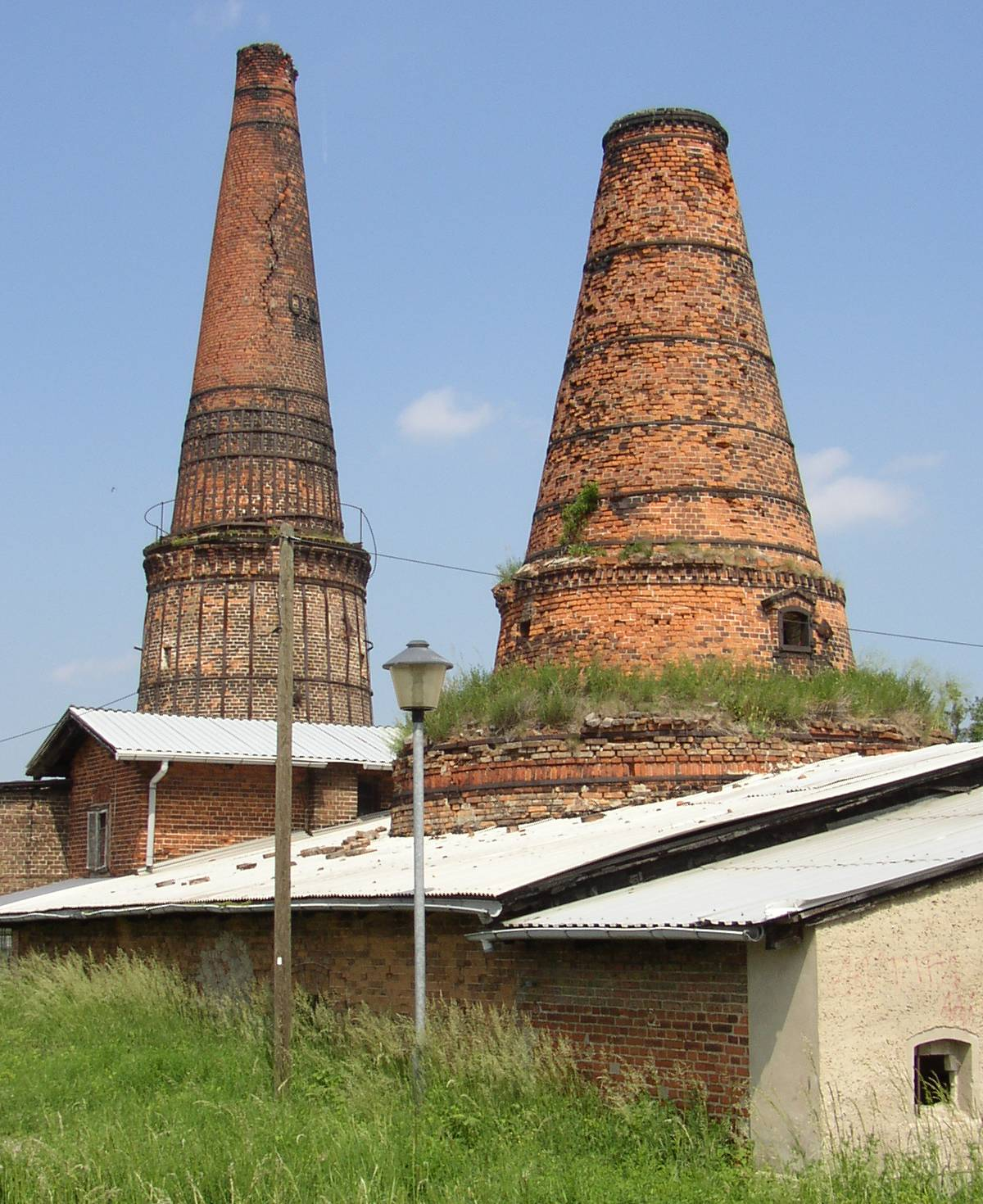
Ehemalige Kalköfen in Wriezen
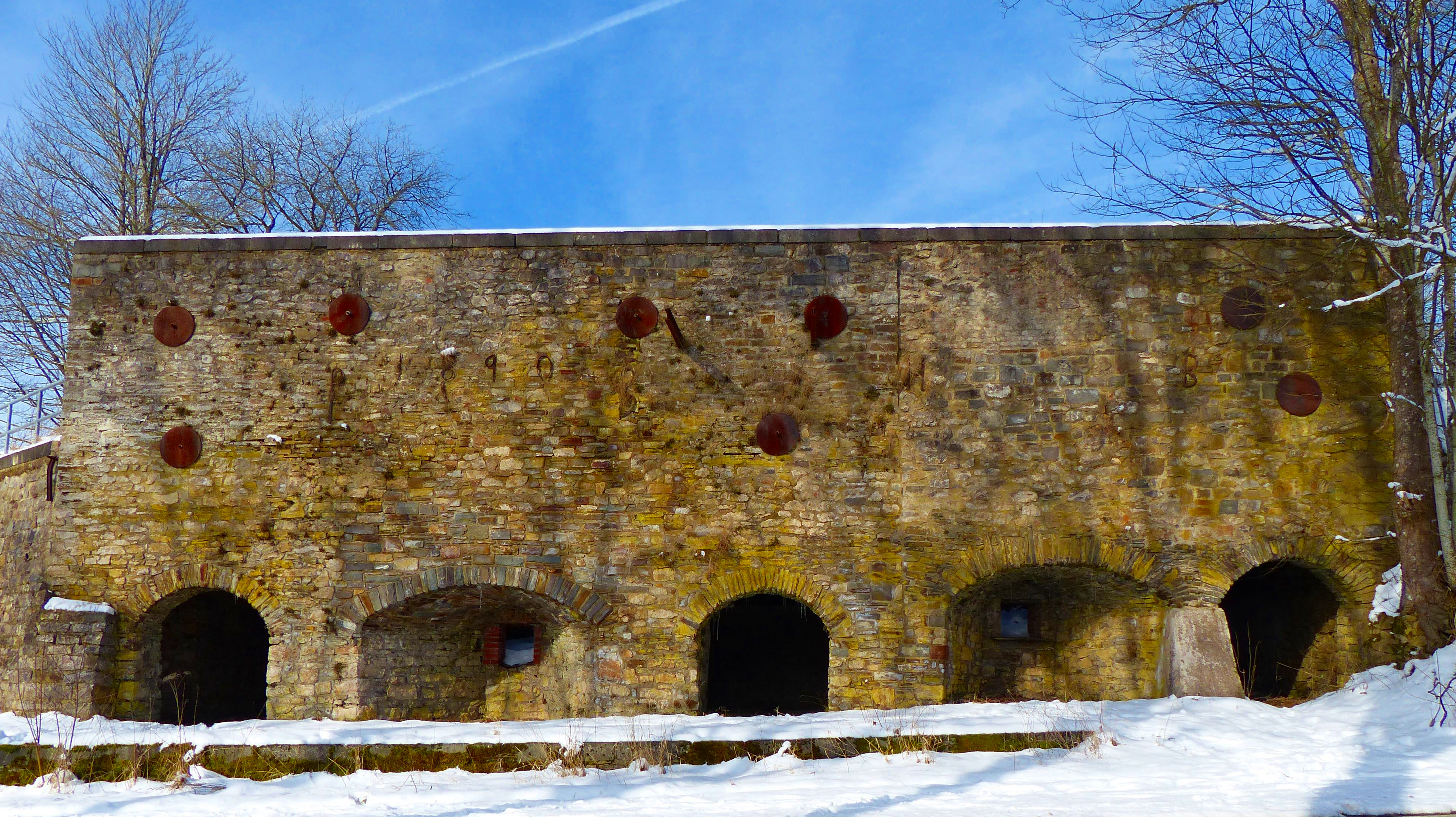
Kalkofen Brandenburg bei Kronenburg (1890 errichtet)
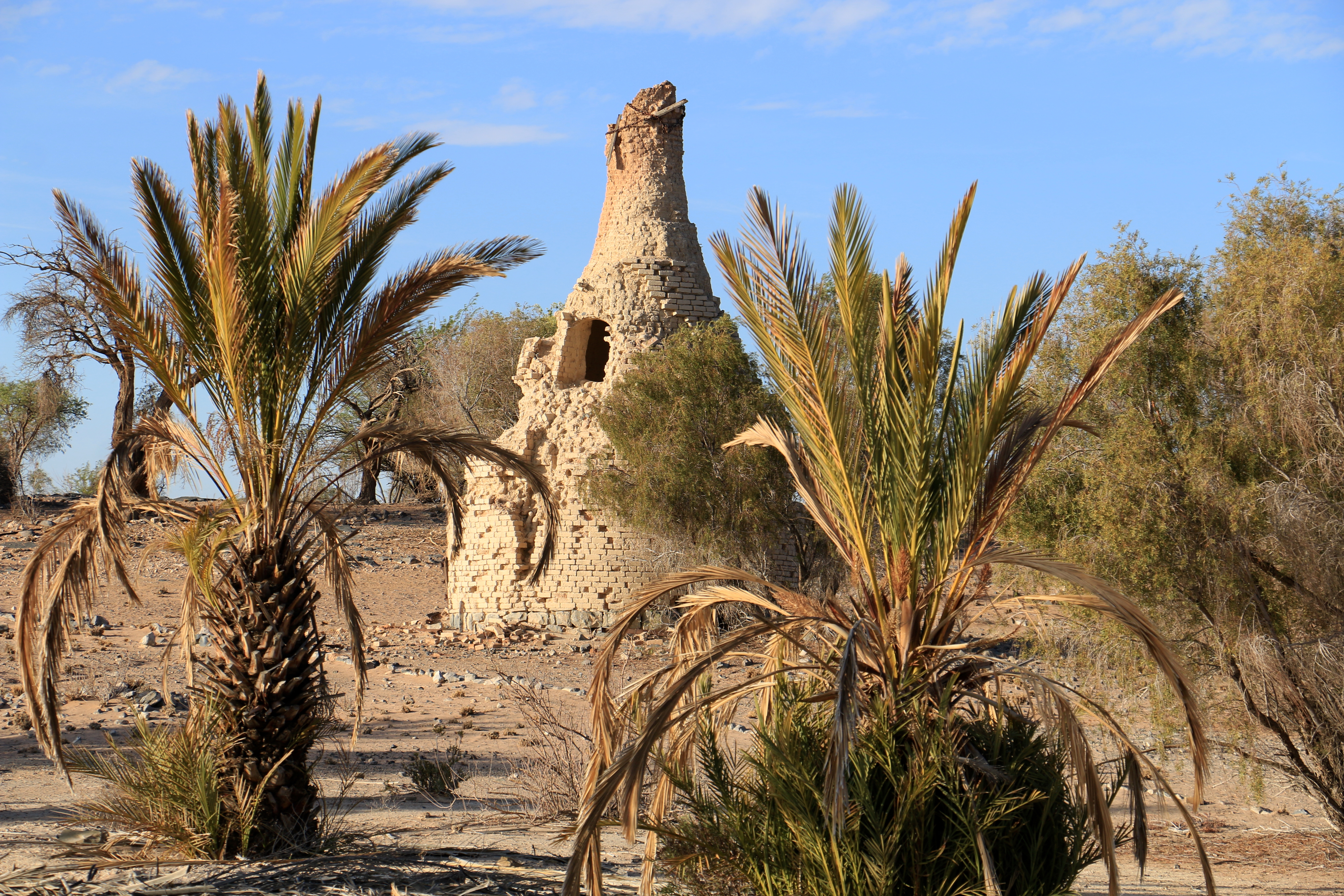
Kalkofen in Simplon (Namibia)
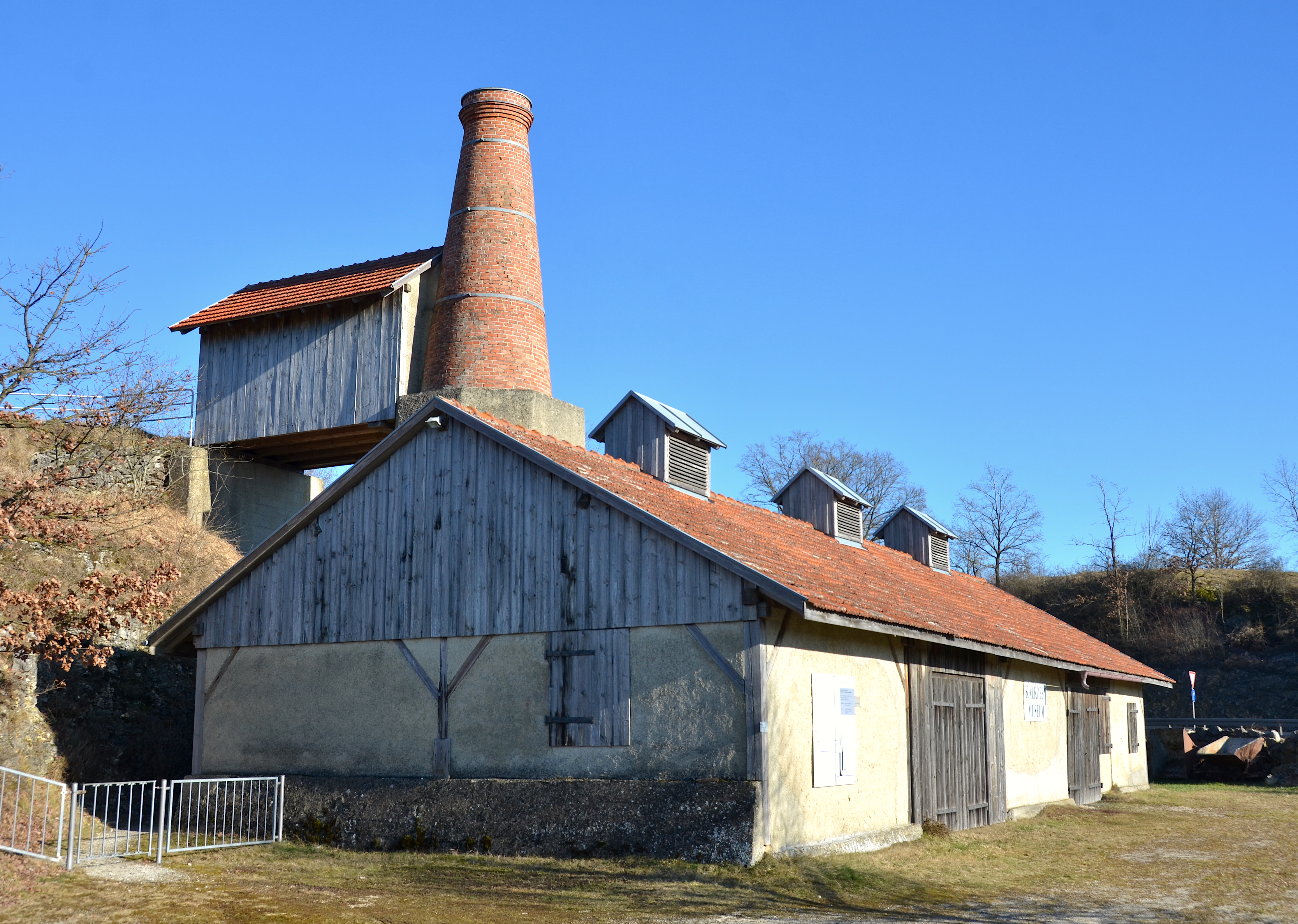
Kalkofen Untermarchtal
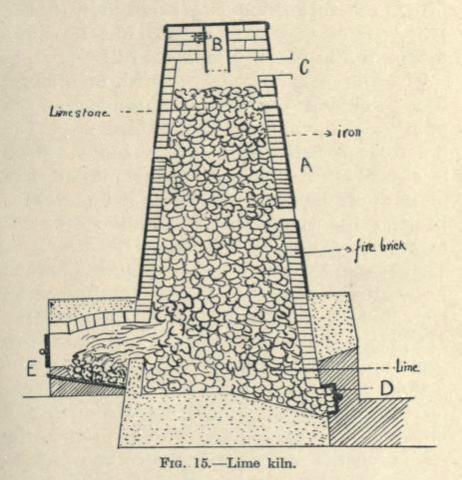
Schema

## Chemische Vorgänge

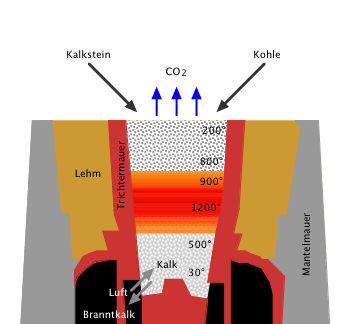
Funktionsweise eines Kalktrichterofens

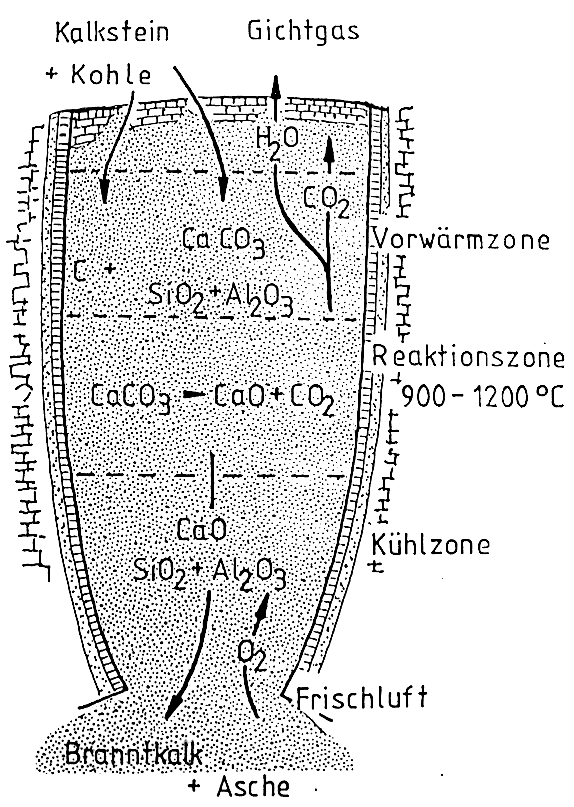
Reaktionszonen (in Bezug auf den nach unten wandernden Feststoff) und Temperaturverteilung in einem Kalkofen

Calciumcarbonat (CaCO3, Kalkstein) gibt bei Temperaturen zwischen 900 und 1.200 °C Kohlenstoffdioxid (CO2) ab und reagiert zu Calciumoxid (CaO, Branntkalk) über, man spricht dabei vom Entsäuern des Kalksteins. Dieser Schritt wird als Kalzination bezeichnet. Der Branntkalk wird dann mit Wasser zu Kalkfarbe, Kalkmörtel oder hydraulischem Kalk weiterverarbeitet.

## Ausführungen und Verfahren
Die Verfahrensweise hat sich aus technischer Sicht im Laufe der Geschichte immer wieder verändert. So wie in vielen anderen chemisch-technischen Prozessen, die früher, mehr oder weniger zwangsläufig, diskontinuierlich hergestellt wurden, basieren moderne, industrielle Verfahren auf kontinuierlichen Prozessen.

### Historischer Kalkofen
Die wesentlichen Arbeitsschritte waren: 
- Befüllen des Kalkofens
- Befeuerung
- Austreiben von Wasser
- Abdecken mit Lehm
- Durchglühen

### Industrielle Herstellung
Heutzutage wird Kalk in Form von Kalksteinen aus einem Kalk-Steinbruch angeliefert und in vertikal arbeitenden Ring- oder Schachtöfen bzw. in Drehrohröfen oder Wirbelstromöfen auf etwa 900–1300 °C erhitzt. Der Vorteil dieser Verfahren liegt neben der wirtschaftlicheren kontinuierlichen Verfahrensweise auch im verbesserten Stoff- und Energieaustausch zwischen fester und gasförmiger Phase. 
Die Öfen werden dabei, von oben fortlaufend, mit einem Gemisch aus 90 % Kalkstein und 10 % Koks beschickt. Dieses Gemisch durchläuft, langsam nach unten rutschend, die verschiedenen Temperaturzonen des Ofens. Im unteren und mittleren Bereich des Schachtofens verbrennt der Koks und erzeugt die für die chemische Umsetzung erforderliche Temperatur. Unten wird der gebrannte Kalk über einen Drehkegel ausgetragen.
Bei der industriellen Zuckerfabrikation wird sowohl gebrannter Kalk als auch das beim Brennen entstehende Kohlendioxid benötigt, deswegen wird von Zuckerfabriken immer auch ein Kalkofen betrieben.